# Пјетраута (Перуђа)
Пјетраута је насеље у Италији у округу Перуђа, региону Умбрија.
Према процени из 2011. у насељу је живело 229 становника. Насеље се налази на надморској висини од 394 м.